# Gare de Saint-Maurice (Suisse)
Pour les articles homonymes, voir Gare de Saint-Maurice.
La gare de Saint-Maurice est une gare ferroviaire située à Saint-Maurice (Suisse), sur la ligne du Simplon.

## Situation ferroviaire
La gare de St-Maurice se situe sur la ligne internationale du Simplon et à l'embranchement de la Ligne St-Gingolph–Bouveret–Monthey–St-Maurice. Son altitude est de 414 m

## Histoire
Le 30 juin 1858, le tunnel ferroviaire de St-Maurice est percé. Le premier train en provenance du Bouveret arrive en gare de St-Maurice en 1859 et la gare, comme toutes les gares de la Compagnie de la Ligne d'Italie n'est qu'une petite baraque en bois pour la distribution des billets. Après la faillite de la Compagnie de la Ligne d'Italie et son rachat par la Compagnie du Simplon, cette dernière construit entre 1875 et 1876, une gare en colombage, digne de la ligne et de ses voyageurs. En 1903, la ligne du Simplon est reprise par la Compagnie fédérale de chemin de fer, les CFF. D'importantes modifications sont réalisées en 1905, surtout au niveau voies et des quais mais vu l’augmentation du trafic voyageurs et de marchandises à la suite de l'ouverture du Tunnel du Simplon en 1906, les CFF décident de construire une nouvelle gare. Celle-ci est ouverte en 1909 et possède un des premiers passages sous-voies de Suisse romande. Une importante restauration, avec modification du toit est réalisée en 1970 et une autre rénovation en 1997.
En 2009, les CFF inaugure un troisième quai. Ce nouveau quai permet les correspondances entre les trains du trafic longue distance et les trains du trafic régional et en 2013, c'est le quai numéro 2 qui est réaménagé.

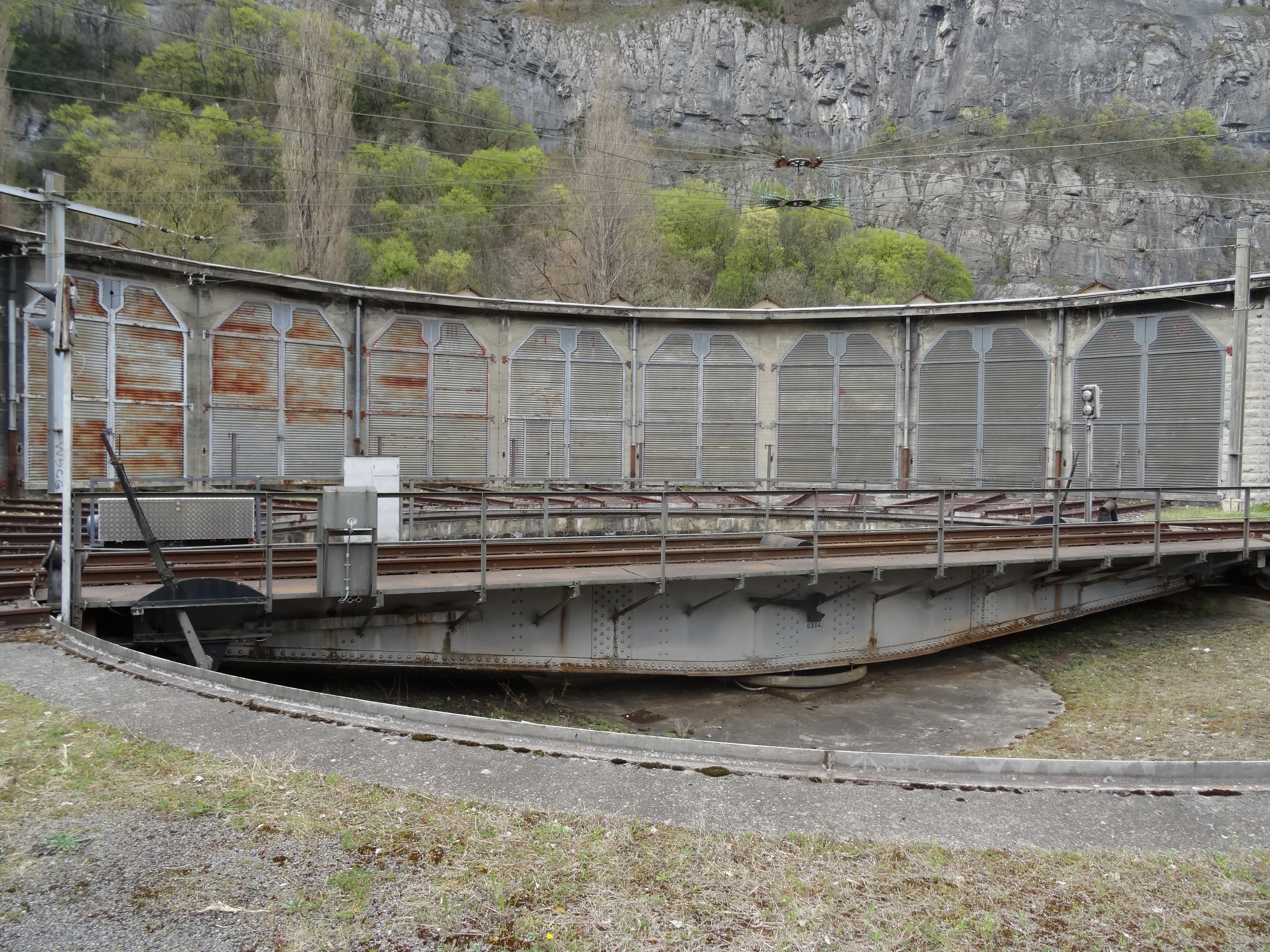
La rotonde et la plaque tournante

La gare de Saint-Maurice était également une importante gare de triage de marchandises et dès 1907, les CFF construisent une Rotonde pour 13 machines en remplacement de l'ancienne Rotonde construite en 1859. Classée monument historique, elle abrite actuellement du matériel historique appartenant aux CFF: à l'origine, il était prévu qu'elle abrite un musée sur la ligne du Simplon : voir rotonde de Saint-Maurice.
La gare de Saint-Maurice était équipée d'un enclenchement entièrement mécanique avec deux postes d'aiguillage et un poste directeur central jusqu'en 1974, année en laquelle les aiguillages de la gare furent en grande partie électrifiés et le poste directeur central modifié avec une installation type Domino qui permit à St Maurice de devenir un centre de télécommande pour les gares de Vernayaz, Evionnaz, Les Paluds, Monthey, Bex, St Triphon, Aigle et Roche.
En octobre 2009, le remplacement de l'enclenchement mécanique par un enclenchement informatisé aura pour conséquence de fermer les deux postes d'aiguillages.
L'année 2013 marquera un grand changement pour la gare, car le bureau de circulation des trains, qui était encore ouvert 24 heures sur 24, fermera définitivement le 4 novembre 2013 à 4 h 10, reprise par le centre d'exploitation de Lausanne. En novembre 2013, les CFF entreprennent l'agrandissement du tunnel sous le rocher, long de 420 mètres, afin de permettre le passage de trains à deux étages. Il a été mis en service au printemps 2016.

## Service des voyageurs

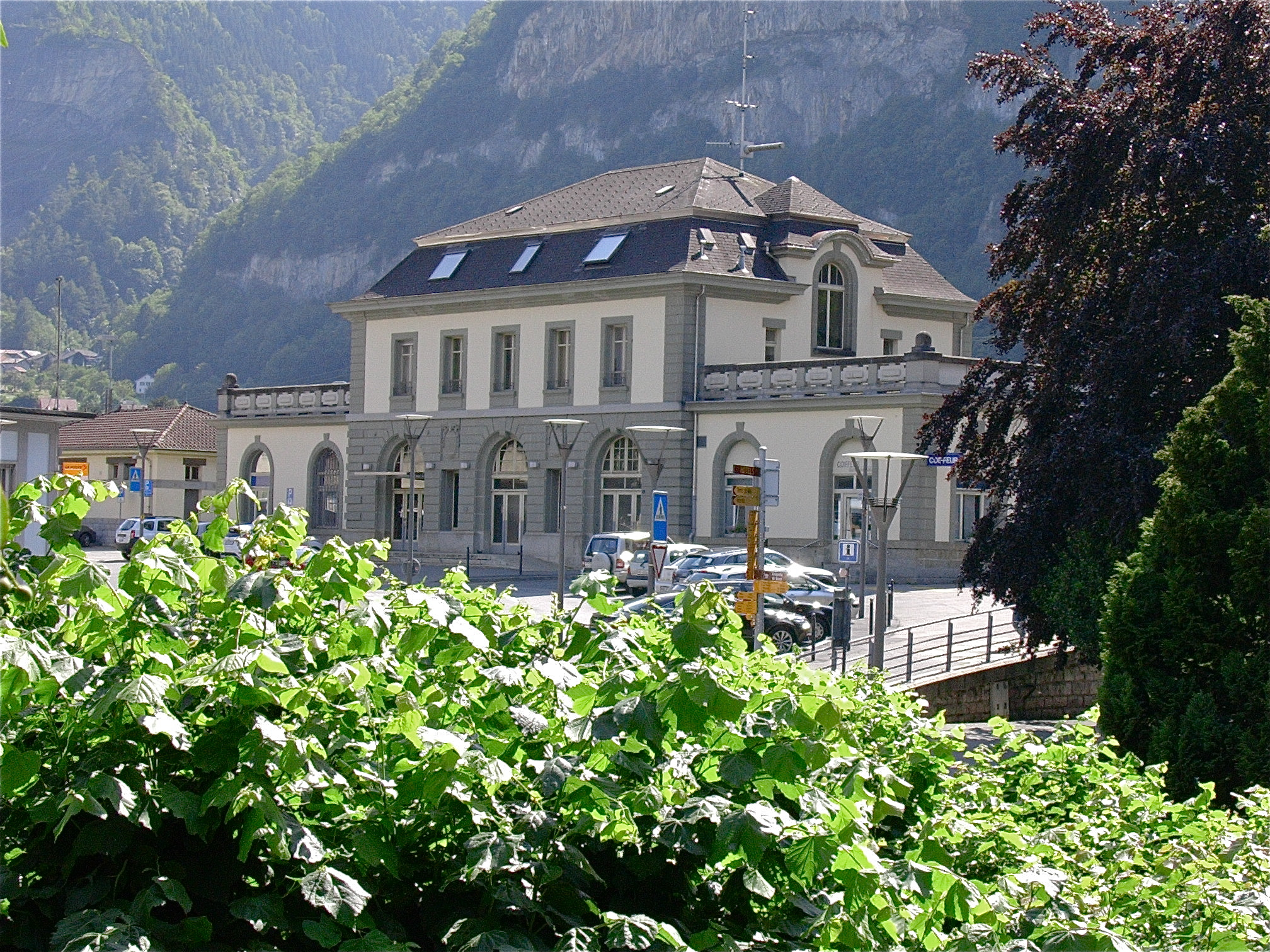
Bâtiment principal de la gare

### Accueil
Les services de la gare de St-Maurice sont réduits au minimum. Le service d'information, la salle d'attente et le guichet pour les billets ne sont ouverts que quelques heures par jour, en semaine. Le samedi et le dimanche, tout est fermé. L'achat de billet ne peut se faire qu'avec un automate.
Sur le quai 1, les voyageurs peuvent cependant trouver un buffet de gare et un kiosque. Aucun commerce de proximité n'est présent à la gare.
En 2023-2024, la commune a créé un espace de coworking dans le bâtiment de la gare en lieu et place des anciens guichets. Cet espace a été rénové, transformé et aménagé pour accueillir une douzaine de personnes. Une salle de réunion a également été aménagée.

### Desserte
- St-Maurice - Lavey par CarPostal
- St-Maurice - Vérossaz par CarPostal
- St-Maurice - Mex par CarPostal
- St-Maurice - Monthey - Saint-Gingolph et Sion par CFF / RegionAlps

### Intermodalité
La gare possède un certain nombre de places de parc pour les voitures et les vélos. Le P + Rail, offre 65 places au prix de 5 frs par jour et il est possible de souscrire un abonnement mensuel ou annuel. En complément du transport ferroviaire, il y a trois lignes de CarPostal. Une compagnie de taxi est présente à St-Maurice.

## Galerie

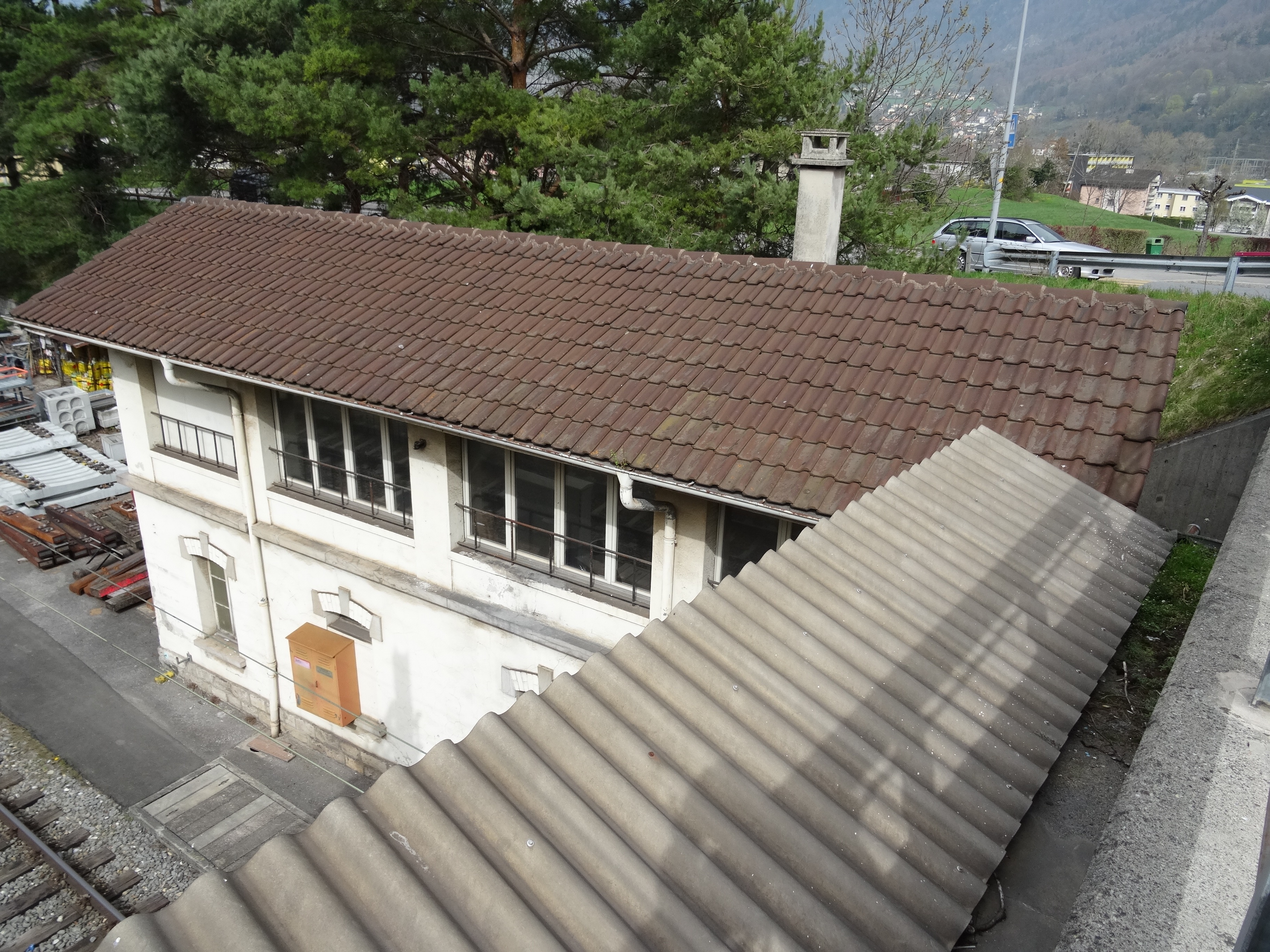
Poste d'aiguillages côté Martigny

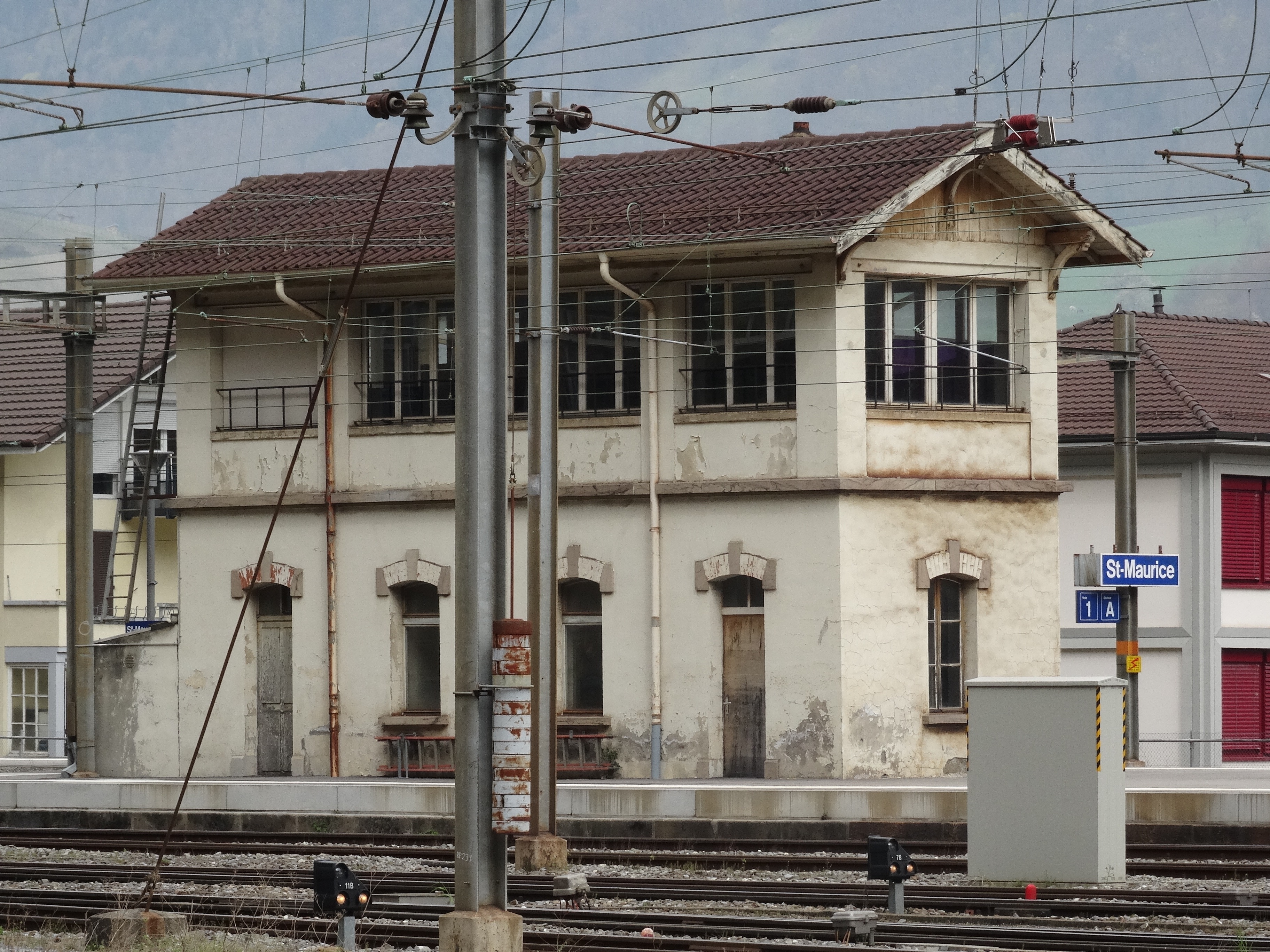
Poste d'aiguillages côté Lausanne